# 노르웨이 핸드볼 국가대표팀
노르웨이 핸드볼 국가대표팀(노르웨이어: Norges landslag i håndball)은 노르웨이를 대표하여 국제 경기에 참가하는 핸드볼 국가대표팀이며, 노르웨이 핸드볼 연맹이 운영하고 있다.